# Hundreds of Beavers
Pour plus de détails, voir Fiche technique et Distribution.
Hundreds of Beavers est une comédie slapstick américaine réalisé par Mike Cheslik, sorti en 2022. Tourné en noir et blanc, le film s'inspire des comédies burlesques des années 1920 et 1930.
Le film raconte l'histoire d'un apprenti trappeur, Jean Kayak, qui doit devenir le plus grand maître de trappe de toute l'Amérique en affrontant des centaines de castors. S'il en sort vainqueur, il pourra épouser la fille du marchand de fourrures.
Bien qu'il échoue à trouver un circuit de distribution, Hundreds of Beavers obtient d'excellentes critiques et plusieurs prix dont ceux du public dans divers festivals.

## Synopsis
Jean Kayak, un producteur de cidre et tenancier de bar, perd son commerce lorsque des castors s'en prennent à son exploitation, ce qui résulte en la destruction de son verger. Assommé par l'explosion, il se réveille en plein hiver. Cherchant de la nourriture dans un paysage recouvert de neige, il tente de chasser des lapins puis des ratons-laveurs, sans succès. Finalement il arrive à pêcher des poissons sous la glace du lac et les revend à un poste de commerce local. C'est là qu'il rencontre un maître trappeur ainsi que la fille du marchand qui lui est promise. Jean est initié à la trappe par le vieux maître, affrontant les divers animaux de la forêt. Une nuit, le maître trappeur succombe à une attaque de loups. Jean reprend son affaire avec pour objectif de demander la main de la fille du marchand, avec laquelle il a entamé une liaison. Ce dernier lui refuse, sauf si celui-ci arrive à lui procurer des « centaines de fourrures de castor ». Alors que Jean n'a de cesse d'améliorer ses techniques de trappe, deux castors grimés en Sherlock Holmes et Dr Watson commencent à suivre sa trace. Jean rencontre également un trappeur amérindien avec lequel il fait du troc. Finalement capturé par les castors, Jean est jugé puis emprisonné dans le barrage-citadelle que ceux-ci ont construit. À la suite d'un combat homérique il parvient à s'évader, entraînant la destruction du barrage puis une gigantesque explosion qui envoie tous les castors dans le ciel. La scène finale montre une pluie de fourrures de castor tombant sur le poste de commerce, Jean obtenant la main de la fille du marchand.

## Fiche technique
Sauf indication contraire, les informations mentionnées dans cette section peuvent être confirmées par la base de données cinématographiques IMDb,  présente dans la section « Liens externes ».
- Titre : Hundreds of Beavers
- Réalisation : Mike Cheslik
- Scénario : Mike Cheslik et Ryland Brickson Cole Tews
- Musique : Chris Ryan
- Décors : Wayne Tews
- Costumes : Casey Harris et Brandon Kirkham
- Photographie : Quinn Hester
- Montage : Mike Cheslik
- Sociétés de production: SRH
- Sociétés de distribution :  FilmHub (États-Unis et Canada) ; Charybde Distribution (France)
- Budget : 150.000 $
- Pays d'origine :  États-Unis
- Langue originale : Anglais
- Genre : Comédie
- Durée : 108 minutes
- Dates de sortie : 
  - États-Unis : 29 septembre 2022 (Fantastic Fest) 
  - États-Unis : 15 avril 2024 (sortie nationale)
  - France : 27 janvier 2024 (Festival de Gérardmer)

## Distribution
- Ryland Brickson Cole Tews : Jean Kayak
- Olivia Graves : La fille du marchand
- Doug Mancheski : Le marchand
- Wes Tank : Le maître trappeur
- Luis Rico : Le trappeur amérindien

## Production
Mike Cheslik et Ryland Tews se rencontrent au lycée de Whitefish Bay avant d'en venir à collaborer sur des projets cinématographiques. Le duo réalise en 2018 Lake Michigan Monster, un film en noir et blanc qui leur coûte en tout et pour tout 7 000 dollars. L'idée de Hundreds of Beavers vient à Cheslik et Tews alors qu'ils se trouvent dans un bar à Milwaukee, en octobre 2018. Cheslik réalise, écrit, monte et créé les effets visuels du film, tandis que Tews joué le rôle principal de Jean Kayak.
Après une première collecte d'argent, le premier acte du film est tourné sur une période de trois à quatre semaines, pendant l'hiver. Les images sont ensuite montrées à d'autres investisseurs, ce qui permet de financer le tournage du reste du film. Le budget total est de 150 000 dollars. Le tournage dure en tout  douze semaines, avec une équipe de six personnes utilisant un Panasonic GH5, en 1080p, durant les hivers 2019 et 2020. Les lieux de tournage se situent dans le Wisconsin et le Michigan : Manitowish Waters, Stephenson, Pembine et Superior.
Les costumes de castor et des autres animaux sont achetés en ligne sur un site chinois de déguisement, les dents étant par la suite modifiées par les réalisateurs. Plus de 1 500 effets visuels sont réalisés à l'aide d'Adobe After Effects. Le montage et la post-production durent près de deux ans. Le père de Tews compose et interprète les chansons du film.
Le film est inspiré des jeux vidéo Mario, de l'émission America's Funniest Home Videos, et des comédies burlesques d'Abbott et Costello, de Buster Keaton, de Charlie Chaplin et des Trois Stooges. La Chatte des montagnes d'Ernst Lubitsch a également servit d'inspiration. Pour ses mouvements et mimiques Tews s'inspire de Jackie Chan. Une scène de Seven Chances, dans laquelle Keaton est poursuivi par une horde de femmes en colère, est parodiée dans le film. Le deuxième acte du film est conçu pour ressembler à un let's play, film commenté et scripté montrant des scènes de jeu vidéo. L'affiche de Hundreds of Beavers est similaire à celle de It's a Mad, Mad, Mad, Mad World de Stanley Kramer.

## Accueil
Sur le site Rotten Tomatoes, le film obtient 97% de critiques positives sur un total de 90 avis, le consensus critique étant le suivant : « Acceptant son postulat de départ loufoque avec une bravoure stylistique et des gags inspirés, Hundreds of Beavers est un joyau comique qui donne un coup de fouet. ». Metacritic, qui calcule une moyenne pondérée, lui donne un score de 82%, à partir de 15 critiques et avec en commentaire « louanges générales ». Le film reçoit une note de 8 sur 10 dans FilmInk et 4 étoiles sur 5 dans Empire et dans The Guardian.
Dennis Harvey, dans Variety, loue le montage du film qui sait « exploiter au maximum chaque gag sans le répéter », la bande sonore étant « à la hauteur de l'imagination visuelle déployée » et « l'histoire ingénieusement élaborée ne s'essouffle jamais ». Nick Schager, dans The Daily Beast, déclare que le film est « une merveille d'invention burlesque qui, en termes de créativité débridée, fait honte à la plupart des comédies sur grand écran » et « un hommage bourré d'énergie à l'âge d'or de l'animation qui déborde d'ingéniosité et de personnalité ». Daniel Scheinert fait l'éloge du film en déclarant qu'il « est la clé pour rendre les salles de cinéma amusantes, qu'il est l'avenir du cinéma et qu'il m'a époustouflé ».
Matt Zoller Seitz donne au film la note maximale de 4 étoiles sur le site critique RogerEbert.com et compare le style de réalisation à petit budget à Eraserhead, El Mariachi, et aux films de Wes Anderson. Joseph Johnson , écrivant dans The Harvard Crimson, attribue 4,5 étoiles et le qualifie de « réalisation technique révolutionnaire » en raison de la grande quantité d'animations complexes. Pete Volk, dans Polygon, fait l'éloge des effets visuels du film malgré son petit budget, car il « semble meilleur que de nombreuses superproductions modernes ».

## Distinctions

### Récompenses
- Kansas International Film Festival : meilleur film de fiction (2023)[20].
- Phoenix Film Festival : meilleur réalisateur pour Mike Cheslik (2023)[21].
- FanTasia Festival : prix de bronze du meilleur film international (2023)[22].
- Grindhouse Paradise : prix du public (2024)[23].
- Festival Mauvais Tours : prix du jury Jeune (2024).

### Sélections
- Festival de Gérardmer : Nuit décalée (2024)[24].
- Astra Awards (en) : meilleur film indépendant (2024)[25].